# تام هیلد
تام هیلد (انگلیسی: Tom Hilde؛ زادهٔ ۲۲ سپتامبر ۱۹۸۷) اسکی‌باز پرش اهل نروژ است.